# Roger Touny
Pour les articles homonymes, voir Touny.
Ne doit pas être confondu avec Alfred Touny, autre Compagnon de la Libération
Roger Touny, né le 28 janvier 1922 à Paris et mort le 20 novembre 1991 dans la même ville, est un militaire et résistant français, Compagnon de la Libération. 

## Biographie

### Jeunesse et engagement
Roger Touny naît le 28 janvier 1922 dans le 16e arrondissement de Paris,. Il est le fils d'Alfred Touny, avocat au barreau de Paris et lui aussi futur Compagnon de la Libération,. Il effectue ses études secondaire au lycée Janson-de-Sailly. 

### Seconde Guerre mondiale
En juin 1940, alors que son père est sur le front en Lorraine, Roger Touny se trouve avec sa mère à Biarritz et décide de se joindre lui-aussi dans la lutte contre l'Allemagne,. Parti à Saint-Jean-de-Luz, il embarque le 21 juin sur le paquebot MS Sobieski à bord duquel il parvient jusqu'en Angleterre,. Engagé dans les forces françaises libres le 1er juillet 1940, il est affecté à la 1re compagnie autonome de chars de combats (1re CACC) et suis une période d'instruction avant de partir vers l'Afrique où il participe à l'expédition de Dakar,. Débarqué ensuite au Cameroun, il prend part avec son unité à la campagne du Gabon à la fin de l'année 1940 puis part pour le Levant pendant la campagne de Syrie en juin et juillet 1941. Stationné à Damas, il est détaché quelques mois au peloton d'élèves-officiers et est promu aspirant en octobre 1941.
De retour à la 1re CACC en tant que chef de char, il est dirigé sur l'Égypte où l'unité est engagée dans la guerre du désert. Le 24 octobre 1942, lors de la seconde bataille d'El Alamein, Roger Touny s'illustre lors des combats du plateau de l'Himeimat. Alors que la 1re brigade française libre du général Kœnig tente de s'emparer d'une position ennemie fortement défendue, il s'engage avec son char Crusader dans une zone pilonnée par l'artillerie ennemie pour récupérer plusieurs blessés dont le lieutenant-colonel Dimitri Amilakvari qui meurt sur le capot de son blindé, action pour laquelle il est cité à l'ordre des Forces françaises libres,. Son unité, intégrée à la Force L du général Leclerc, participe ensuite à la campagne de Tunisie au début de l'année 1943. En juillet, la 1re CACC fusionne avec d'autres compagnies de char pour former le 501e régiment de chars de combat. Touny et sa nouvelle unité partent pour le Maroc où ils sont intégrés à la 2e division blindée (2e DB) qui stationne plusieurs mois sur place pour une période d'équipement et de formation. En avril 1944, il s'installent en Angleterre pour compléter leur entraînement en vue du débarquement allié en Europe.
Promu sous-lieutenant, Roger Touny débarque avec son unité sur Utah Beach le 3 août 1944 et prend part à la bataille de Normandie. Le 12 août, au hameau du Vieux-Bourg au sud d'Argentan, il détruit un canon antichar PaK 40 puis, quelques kilomètres plus loin, reçoit la mission de tenir le passage à niveau à l'Ouest du village d'Écouché,,. Tenant sa position du 14 au 18 août, il conduit plusieurs patrouilles dangereuse dans les bois environnements malgré une forte activité ennemie,. Le soir du 17 août, il se retrouve face à un char Tigre dont il parvient à détruire la tourelle,. Alors que le blindé ennemi entame une retraite, Roger Touny l'attaque à pied et parvient à blesser l'un des occupants,. Dans la foulée, avec une partie de sa section, il met en fuite deux autres chars allemands qui s'apprétaient à attaquer le flanc d'un colonne américaine,. Ces combats lui valent d'être cité à l'ordre du corps d'armée. Suivant l'avancée de la 2e DB, il arrive ensuite en région parisienne et s'illustre à nouveau à Longjumeau en s'emparant d'une ferme fortement tenue par l'ennemi, puis à Massy en détruisant deux canon de 88mm, deux blindés et plusieurs positions de mitrailleuses, faisant au passage 200 prisonniers. Les 24 et 25 août, il participe à la libération de Paris. La joie est cependant de courte durée, Roger Touny apprenant que son père Alfred, chef du mouvement de résistance OCM, a été fusillé par les allemands en avril 1944.
Engagé dans la bataille des Vosges, il gagne une citation à l'ordre de la division après avoir, le 12 septembre 1944, foncé vers le village d'Andelot et investi la kommandantur locale,. À peine trois jours plus tard, il obtient une nouvelle citation, cette fois à l'ordre du régiment, en prenant l'initiative de traverser la Moselle à Châtel, permettant ainsi l'établissement d'une tête de pont et l'avancée des troupes alliées,. Il participe ensuite à la bataille d'Alsace et se porte volontaire pour faire partie des éléments de pointe lors des préparatifs pour la libération de Strasbourg,. Lors des combats pour la libération de la capitale alsacienne, il permet la desctruction de deux armes antichar allemandes devant le Fort Kléber,. Arrivé dans le quartier de Koenigshoffen, il se porte directement vers l'ennemi afin de dégager un groupe de fantassins, s'exposant ainsi à de violents tirs de Panzerschreck,. Il est alors grièvement blessé et doit être évacué, remportant au passage une nouvelle citation à l'ordre du corps d'armée,. Hospitalisé jusqu'à la fin de la guerre, il reste en convalescence jusqu'en septembre 1945, date à laquelle il est démobilisé avec le grade de lieutenant.

### Après-Guerre
Après le conflit, il travaille comme représentant pour une société de mécanique et de pyrotechnie dont il devient directeur commercial quelques années plus tard. Il est ensuite président-directeur-général d'une société d'électroménager à partir de 1955.
Roger Touny meurt le 20 novembre 1991 dans le 13e arrondissement de Paris. Après des obsèques célébrées en la cathédrale Saint-Louis-des-Invalides, il est inhumé à l'ancien cimetière de Brive-la-Gaillarde en Corrèze.

## Décorations
|  |  |  |  |  |  |  |  |  |
|  |  |  |  |  |  |  |  |  |
|  |  |  |  |  |  |  |  |  |

| Commandeur de l'Ordre de la Légion d'Honneur            | Commandeur de l'Ordre de la Légion d'Honneur | Commandeur de l'Ordre de la Légion d'Honneur | Compagnon de la Libération Par décret du 24 mars 1945         | Compagnon de la Libération Par décret du 24 mars 1945         | Compagnon de la Libération Par décret du 24 mars 1945         | Croix de guerre 1939-1945 Avec trois étoiles de vermeil, une étoile d'argent et une étoile de bronze | Croix de guerre 1939-1945 Avec trois étoiles de vermeil, une étoile d'argent et une étoile de bronze | Croix de guerre 1939-1945 Avec trois étoiles de vermeil, une étoile d'argent et une étoile de bronze |
| Médaille des blessés de guerre                          | Médaille des blessés de guerre               | Médaille des blessés de guerre               | Croix du combattant volontaire Avec agrafe "Guerre 1939-1945" | Croix du combattant volontaire Avec agrafe "Guerre 1939-1945" | Croix du combattant volontaire Avec agrafe "Guerre 1939-1945" | Médaille coloniale Avec agrafes "AOL", "Syrie", "Fezzan", "Tripolitaine" et "Tunisie"                | Médaille coloniale Avec agrafes "AOL", "Syrie", "Fezzan", "Tripolitaine" et "Tunisie"                | Médaille coloniale Avec agrafes "AOL", "Syrie", "Fezzan", "Tripolitaine" et "Tunisie"                |
| Médaille commémorative française de la guerre 1939-1945 |                                              |                                              |                                                               |                                                               |                                                               | | | |